# Alice (Teksas)
Alice – miasto w Stanach Zjednoczonych, w stanie Teksas, w hrabstwie Jim Wells. W 2000 roku liczyło 19 010 mieszkańców.